# Тораль-де-лос-Гусманес
Тораль-де-лос-Гусманес (ісп. Toral de los Guzmanes) — муніципалітет в Іспанії, у складі автономної спільноти Кастилія-і-Леон, у провінції Леон. Населення — 603 особи (2010).
Муніципалітет розташований на відстані близько 260 км на північний захід від Мадрида, 40 км на південь від Леона.

## Демографія
Динаміка населення (INE ):